# The Burglarized Burglar
The Burglarized Burglar è un cortometraggio muto del 1911 diretto da R.F. Baker.

## Produzione
Il film fu prodotto dalla Essanay Film Manufacturing Company.

## Distribuzione
Distribuito dalla General Film Company, il film uscì nelle sale cinematografiche USA il 15 settembre 1911